# Dasymetra conferta
Dasymetra conferta är en plattmaskart. Dasymetra conferta ingår i släktet Dasymetra och familjen Ochetosomatidae. Inga underarter finns listade i Catalogue of Life.